# Mark Picchiotti
Mark Picchiotti (Chicago, ...) è un produttore discografico e disc jockey statunitense.
Inizia la sua carriera nel 1991 producendo l'album di debutto dell'artista LaTour's.
Ha collezionato 24 singoli numero 1 nella Billboard Dance Club Songs, producendo remix per artisti come Beyoncé, Katy Perry, Mariah Carey, Rihanna, Daft Punk, The Killers, AC/DC, Florence and The Machine, Amy Grant, Foster the People, Michael Jackson, Madonna, Sia, Sybil, Enrique Iglesias, e Mary J. Blige. 
Nel 2014 produce la versione dance di Better Than a Hallelujah di Amy Grant. Il suo lavoro degli anni 1990 con Suzanne Palmer, There Will Come a Day, e il successivo singolo I Believe, hanno fatto guadagnare a Picchiotti il soprannome di "padrino della gospel house".